# Davide Garruti
Davide Antonello Garruti (Lugano, 2 settembre 1989) è un ex cestista svizzero naturalizzato italiano.

## Palmarès
- Campionato svizzero: 2

Lugano Tigers: 2005-06
SAV Vacallo: 2008-09
- Coppa di Svizzere: 1

SAV Vacallo: 2009